# Granada (Nicaragua)
Pour les articles homonymes, voir Granada.
Granada, officiellement Santiago de Granada, est une grande ville historique du Nicaragua et la capitale du département du même nom.
Dominée à l'ouest par le volcan Mombacho dont le cône domine l'ancienne cité coloniale à l'architecture typiquement andaloue, Granada s'étire le long de la côte ouest du grand lac Nicaragua, nommé également le lac Cocibolca, et à 18 kilomètres seulement de l'océan Pacifique.
En 2020, selon une estimation de sa population, Granada comptait 132 054 habitants dans les 1 040 km2 de sa municipalité,. Elle est ainsi la neuvième plus grande ville intra muros du pays loin derrière les deux premières que sont Managua, la capitale, située à environ 40 kilomètres au nord, et León, sa rivale historique de toujours, deuxième ville du Nicaragua à 120 kilomètres au nord-ouest.

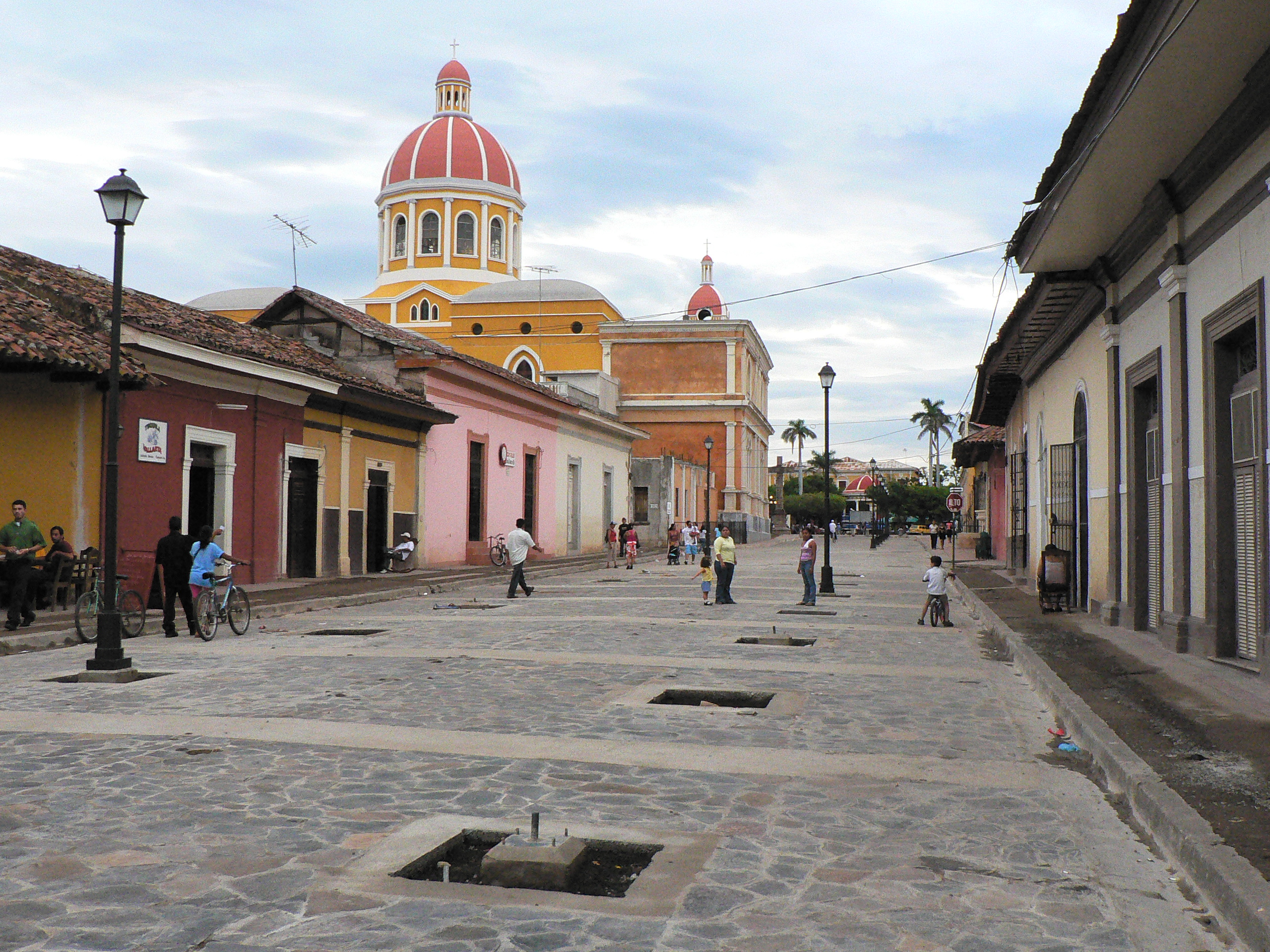
Une rue dans le centre de Granada

Granada est réputée pour son architecture coloniale bien conservée qui la fait surnommer la Grande Sultane à cause de ses bâtiments de style andalou mauresque.
Dès les origines hispaniques du Nicaragua, Granada a été la cité rivale de León d'apparence plus aristocratique à cause de son patrimoine d'inspiration castillane. Ces deux cités historiques se sont longuement disputé la gouvernance du pays qui, finalement, a été dévolue à Managua vers la fin du XIXe siècle mettant fin aux querelles intestines entre les deux villes.

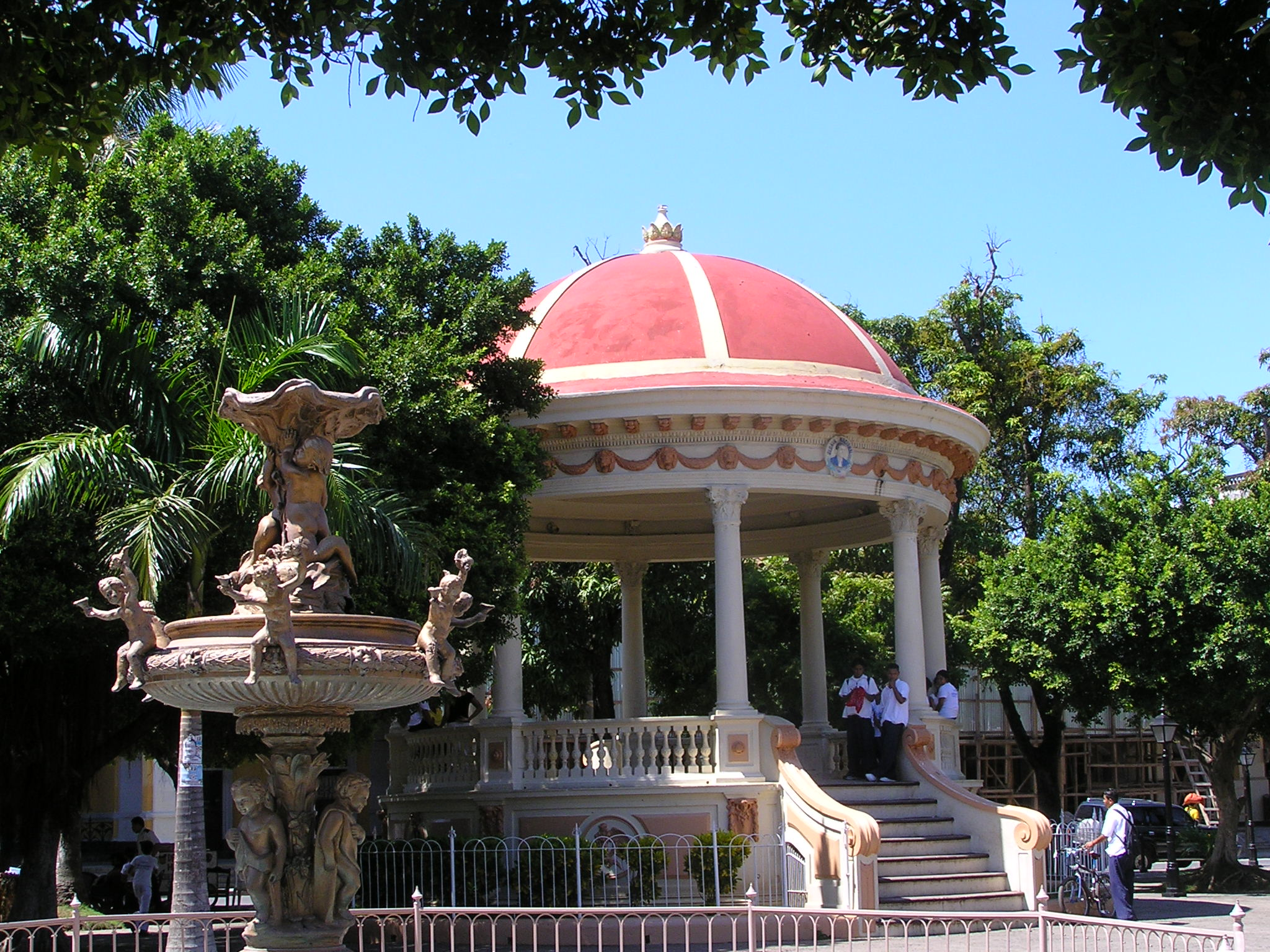
le Parc Colón à Granada.

Première ville touristique du Nicaragua, Granada s'illustre également par sa vie culturelle animée où, chaque année, elle organise le Festival International de Poésie de Granada, lui conférant le titre honorifique de Paris de l'Amérique centrale.
Granada est aujourd'hui l'un des sites les plus visités du Nicaragua mais aussi du continent américain.

## Histoire
Granada a été fondée en 1524 par le conquistador espagnol Francisco Hernández de Córdoba et a longtemps été la ville principale de la région. C'est la plus ancienne des deux villes coloniales du Nicaragua (l'autre étant León) et l'une des plus anciennes du continent américain.
Elle a été nommée par Hernández de Córdoba d'après la ville espagnole de Grenade, pour commémorer la défaite de la dernière place forte maure en 1492, conquise par les Rois catholiques qui l'intégrèrent à la couronne de Castille en tant que royaume catholique.

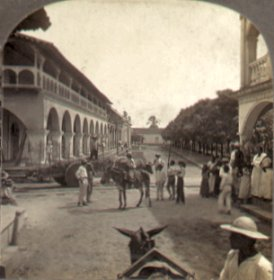
Scène de rue à Granada, vers 1905

La ville de Granada était inscrite dans les registres officiels de la Couronne d'Aragon et du Royaume de Castille en Espagne. Historiquement, Granada était la capitale sœur en Amérique centrale de Antigua au Guatemala. Pendant la période coloniale, Granada a maintenu un commerce florissant avec des ports sur l'océan Atlantique, via le lac Nicaragua et le fleuve San Juan et avait une population indigène prospère.
Au cours du XVIIe siècle la ville a été victime de nombreuses invasions de pirates anglais, français et hollandais, qui tentaient de prendre le contrôle du Nicaragua en remontant le fleuve San Juan.
William Walker, un flibustier américain, s'est installé à Granada et a tenté de prendre le contrôle de l'Amérique centrale avec l'aide du gouvernement des États-Unis. En 1856 les troupes de Walker stationnées à Granada étaient dans des conditions insalubres, décimées par le typhus, la fièvre jaune, la dysenterie, le choléra, l'alcoolisme et les désertions. Assiégé, William Walker ordonna l'abandon de la ville à partir du 19 novembreModèle:Quelle année ? et aussi sa destruction totale, avant que les alliés n'attaquent à nouveau. Selon lui, laisser la cité intacte serait donner une puissante forteresse à l'ennemi. La mission de destruction fut confiée à Charles Henningsen, à la tête de 300 mercenaires. Les habitants partirent en désordre à bord des paquebots San Carlos et La Virgen, et les blessés de la milice furent emmenés sur l'île d'Ometepe. La soldatesque de Charles Frederick Henningsen mit le feu à la ville, l'incendie détruisant une grande partie de la ville ancienne, et laissant l'inscription "Here was Granada", ("Ici était Granada").
Après l'indépendance du pays en 1838, Granada devient la capitale du pays en alternance avec León. Granada était préférée par les conservateurs, alors que les libéraux lui préféraient León. Pendant de nombreuses années, des conflits parfois très violents opposèrent les familles et les factions politiques des deux villes. Pour mettre un terme à ces querelles, Managua, située à mi-chemin des deux villes, a été choisie comme capitale en 1858.
En 1850, Granada avait une population d'environ 10 000 habitants.
Granada a évité une grande partie des troubles de l'ère sandiniste dans les années 1970-1980.
Granada, comme la plus grande partie du Pacifique nicaraguayen, est peuplée principalement d'une majorité hispanophone de métis à laquelle s'ajoute des personnes originaires d'Amérique du Nord et d'Europe.

## Géographie
Granada est la capitale du département de Granada, qui est bordé au nord par les départements de Boaco et de Managua, à l'est par ceux de Masaya et de Carazo, et au sud par le département de Rivas. Le nord du département de Granada, est traversé par le Río Tipitapa, qui relie le lac de Managua (ou Xolotlan) et le lac Nicaragua (ou Cocibolca), en passant par la réserve naturelle du lac de Tisma (es). Il compte également le plus grand lac volcanique du pays, l'Apoyo, qui est sur la frontière avec le département de Masaya.
Granada est une ville très chaude toute l'année, avec des températures très similaires à celles de Managua. Ceci est dû à des similitudes géographiques, à sa proximité du lac et à son entourage par  de hautes collines. Les précipitations à Granada sont d'environ 1 100 mm à 2 100 mm par an.
La végétation autour de Granada est le reflet de sa climatologie. Des forêts sèches et aussi des forêts humides longent le volcan Mombacho. Le volcan abrite une faune très variée.
Parmi les autres villes importantes du district de Granada, citons Malacatoya, El Paso, El Guayabo, Diriá, Macatepe, El Guanacaste, Nandaime et Diriomo, connue au niveau national comme la dernière ville des sorcières.

### Lac Cocibolca
Les Espagnols qui ont fondé la ville ont appelé ce lac : Mar Dulce (mer d'eau douce) en raison de sa taille : c'est le vingtième plus grand lac du monde. Aujourd'hui il est appelé lac Cocibolca, Grand Lac Nicaragua ou lac Nicaragua. La navigation sur ses eaux représente une attraction touristique.
Parmi les caractéristiques du lac, on peut noter que c'est le seul lac d'eau douce au monde où il y a des requins (des requins-bouledogues) et qu'il a des vagues et des marées comme la mer. Le lac abrite également de nombreuses autres créatures, tant marines que d'eau douce. La pêche dans le lac est assez bonne et les pêcheurs, tant commerciaux que récréatifs, capturent régulièrement des guapotes (Parachromis dovii) et des mojarras, ainsi que des sardines. Le Nicaragua a récemment interdit la pêche du requin-bouledogue et du poisson-scie en raison du déclin de leurs populations.
Toutefois, les écologistes se montrent très méfiants sur la qualité des prises et les risques encourus par ceux - principalement des populations pauvres - qui les consomment.

### Las isletas
Ces centaines d'îlots proches de Granada, dans le lac Cocibolca, sont situés à une courte distance de la ville et forment un archipel de plus de 360 petites îles de tailles variées, facilement accessibles et qui constituent une attraction touristique paradisiaque.
Les îles sont le produit d'une avalanche de pierres et de boue tombée des pentes du volcan Mombacho. Le front alluvial de l'avalanche a créé la péninsule d'Asese. Selon les études des volcanologues Thomas Shea, Benjamin van Wyk de Vries et Martin Pilato, les îlots sont le produit d'une avalanche du Mombacho et non d'une éruption.

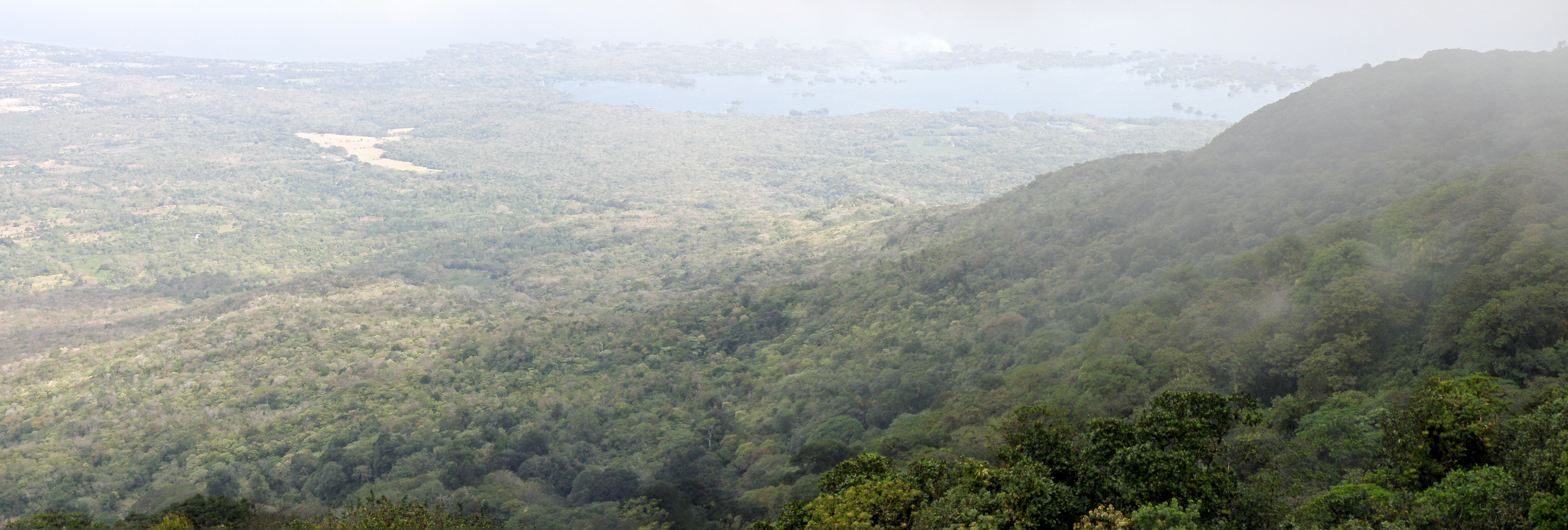
Vue sur le lac Nicaragua, la péninsule d'Asese et Las Isletas depuis le sommet nuageux du Mombacho.

### Réserve naturelle du volcan Mombacho
Le volcan Mombacho est le point culminant (1 345 m) de Granada ; le volcan, aujourd'hui en sommeil offre une vue imprenable sur le lac Nicaragua, Las Isletas et Granada. Le parc national du volcan Mombacho est situé au sud de Granada et des Isletas. La beauté de ses paysages et la richesse de sa faune et de sa flore font de ce lieu un endroit unique. Non seulement le site est vierge, mais la partie orientale du parc n'est toujours pas touchée par l'exploration humaine. Des excursions touristiques guidées permettent d'explorer le parc national, de découvrir les espèces endémiques de la faune et de la flore ou de suivre un circuit reliant plusieurs fumerolles qui prouvent l'activité latente du Mombacho.
Du sommet, par temps clair, il est également possible de voir les îles Ometepe et Zapatera.
Granada possède de nombreuses plages sur le lac Nicaragua qui sont très fréquentées autour de la Semaine Sainte.

## Culture
Granada est la ville la plus visitée du Nicaragua, notamment par l'intérêt historique et culturel offert par son centre-ville, ses bâtiments et ses monuments de l'époque coloniale.

### Musée de San Francisco

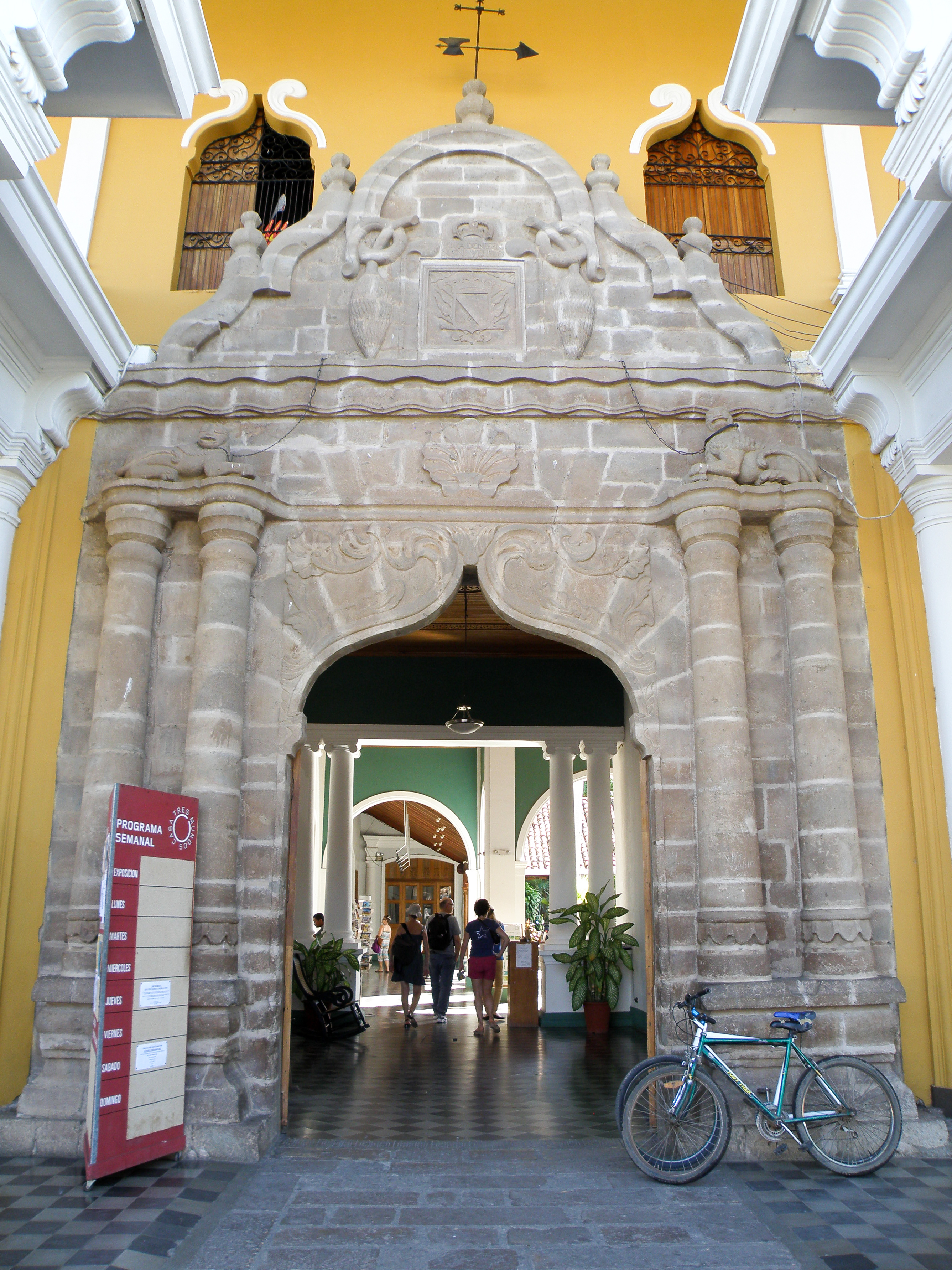
Porche du couvent San Francisco.

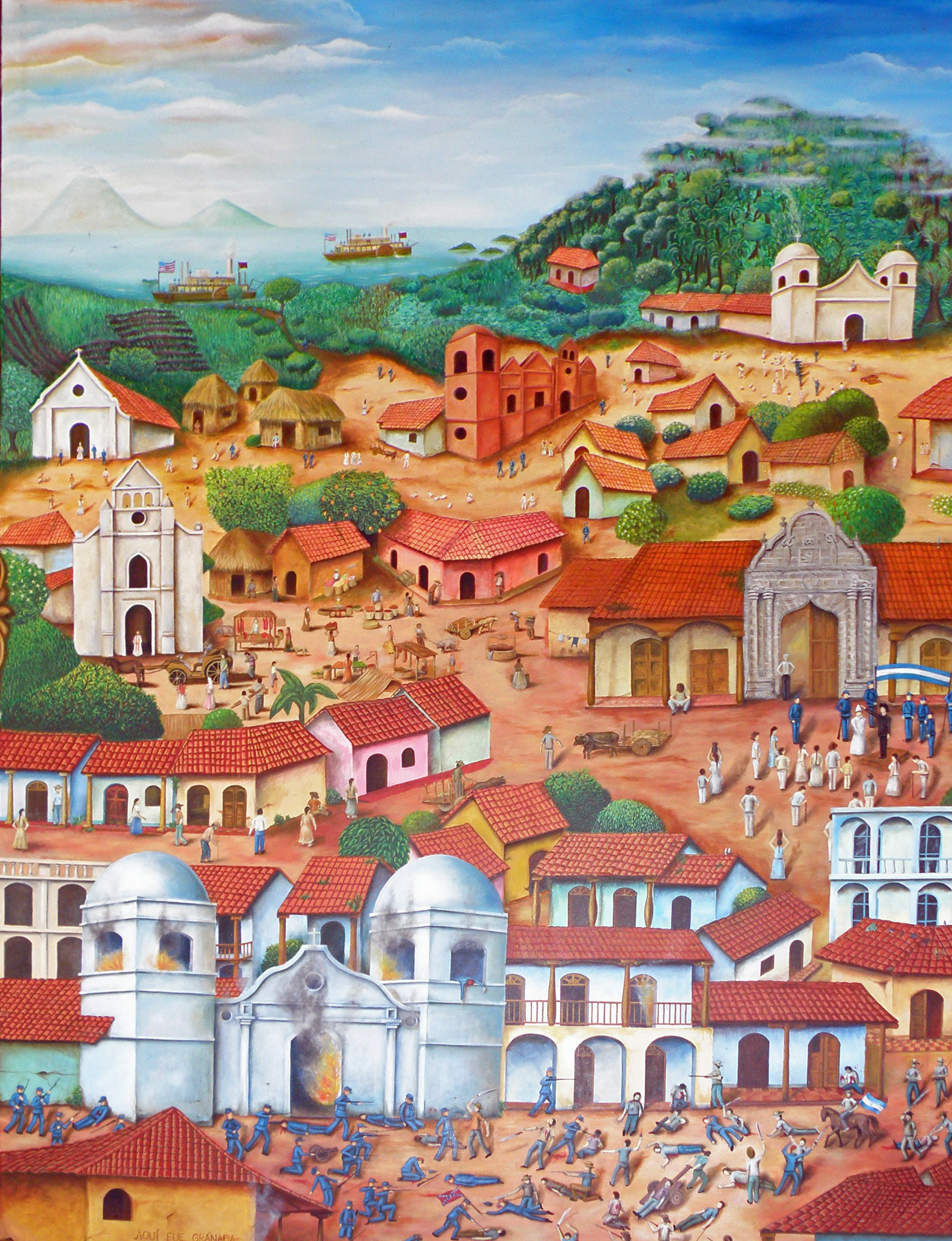
Scène de la guerre d'indépendance (Porche du couvent San Francisco).

L'église et le couvent San Francisco sont parmi les monuments les plus anciens de la ville. Le couvent a été fondé en 1529 sous l'invocation de l'Immaculée Conception par le frère Toribio de Benavente, un franciscain, connu sous le surnom d'origine nahuatl de Motolinia pour sa vie simple et pauvre. Les deux édifices ont été incendiés par les pirates en 1665 et 1685, puis en 1856 par les troupes de Walker. Ils ont été reconstruits à chaque fois, et pour la dernière fois en 1885 sous leur forme actuelle.
En mars 2003, après sa restauration, l'endroit a été inauguré en tant que centre culturel : il est utilisé comme musée et bibliothèque. Il dispose de six salles d'exposition permanente avec différents thèmes : archéologie, imagerie religieuse, peinture primitive  et historique. Il présente des images de Granada entre 1940 et 1980 et une maquette du centre historique de la ville.
Dans la salle des idoles sont exposées des statues monolithiques précolombiennes et des pétroglyphes découverts en 1849 sur un site archéologique de l'île de Zapatera au nord ouest du lac Nicaragua. Ces statues datées de 800 à 1200 qui ont une haute valeur historique et culturelle, font partie de la collection permanente du musée. Attribuées au peuple Chorotega, elles représentent des personnages zoomorphes, le dieu Tlaloc, des notables, sculptés dans du basalte noir qui peuvent mesurer jusqu'à 2,25 m de haut.

### Le parc Colomb
C'était l'ancien terrain de parade de la Granada coloniale. Plus tard, il a fonctionné comme tiangue (marché aux bestiaux) jusqu'à ce qu'il devienne un parc. Il a été établi en 1880 sous le nom de Parc Central et le 12 octobre 1892, il a été inauguré sous le nom de parc Colón, en commémoration du 4e centenaire de la découverte de l'Amérique par le Génois Christophe Colomb.
Le style du parc est le résultat des nombreuses transformations qui ont eu lieu depuis sa construction. La disposition originale présentait des miroirs d'eau dans les angles qui définissaient des axes coïncidant avec la fontaine centrale de la style baroque. La fontaine a été complétée par un temple de style éclectique et de système de construction traditionnel : actuellement, ces deux derniers éléments sont maintenus, en ajoutant quatre petits kiosques aux angles, un obélisque dédié à Rubén Darío sur le côté sud et un monument à la maternité sur le côté ouest. Lors de la dernière rénovation, son pavage a été homogénéisé avec la place des Lions et de l'Indépendance ce qui a créé une intégration urbaine complète dans cet ensemble, tout en respectant la végétation existante.

### Place de l'Indépendance et Obélisque
L'obélisque est un monument dédié aux héros de l'indépendance lors du premier centenaire de cet événement en 1921. Il est situé en face du parc central.

### Capitainerie du port et du quai de Granada
Ce dernier ouvrage de 213 m de long et 5 m de large est dû au travail du maire Dr Juan Mena Arana. Construit sous la direction de l'architecte José Pasos Díaz. Il est situé au bout de la rue La Calzada.

### Cathédrale de Granada

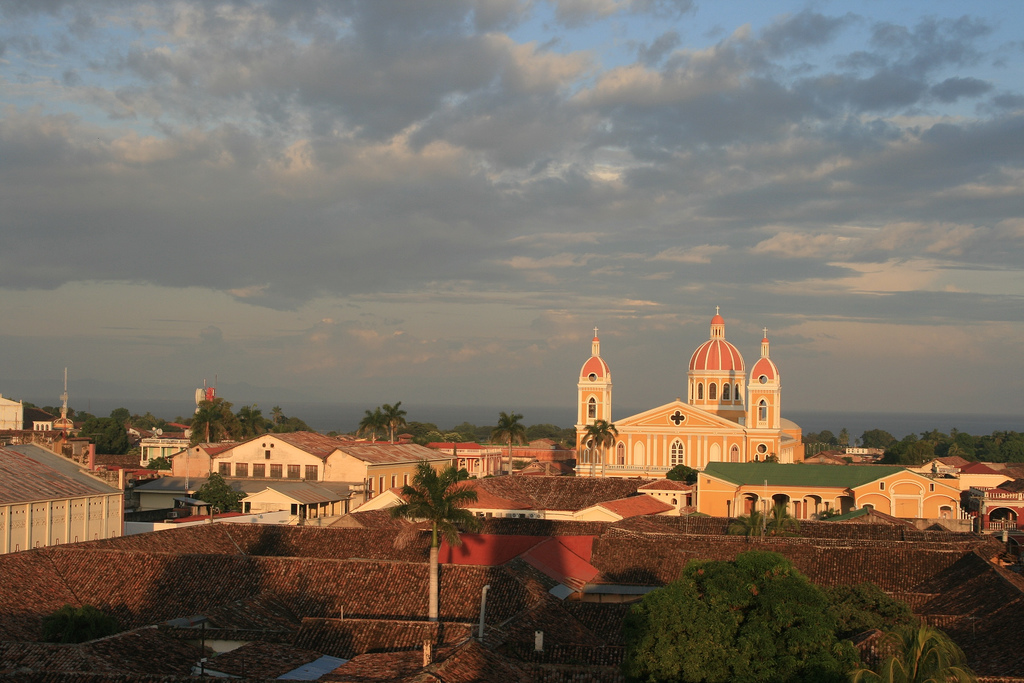
La Cathédrale de Granada vue depuis l'église de La Merced

La cathédrale de Granada Notre-Dame de l'Assomption est l'un des bâtiments les plus importants de la ville. Il est situé dans la partie orientale du Parc Central (Parque Colón).
Elle a été reconstruite à de nombreuses reprises depuis sa construction initiale en 1583. Le bâtiment a été complètement détruit par les troupes de William Walker en 1856. À la fin du XIXe siècle, la construction de la nouvelle cathédrale a été arrêtée par manque de fonds. L'architecte Andrés Zapata a été chargé de la construction avec de nouveaux plans, parvenant à terminer sa construction en 1915.

### Palais épiscopal

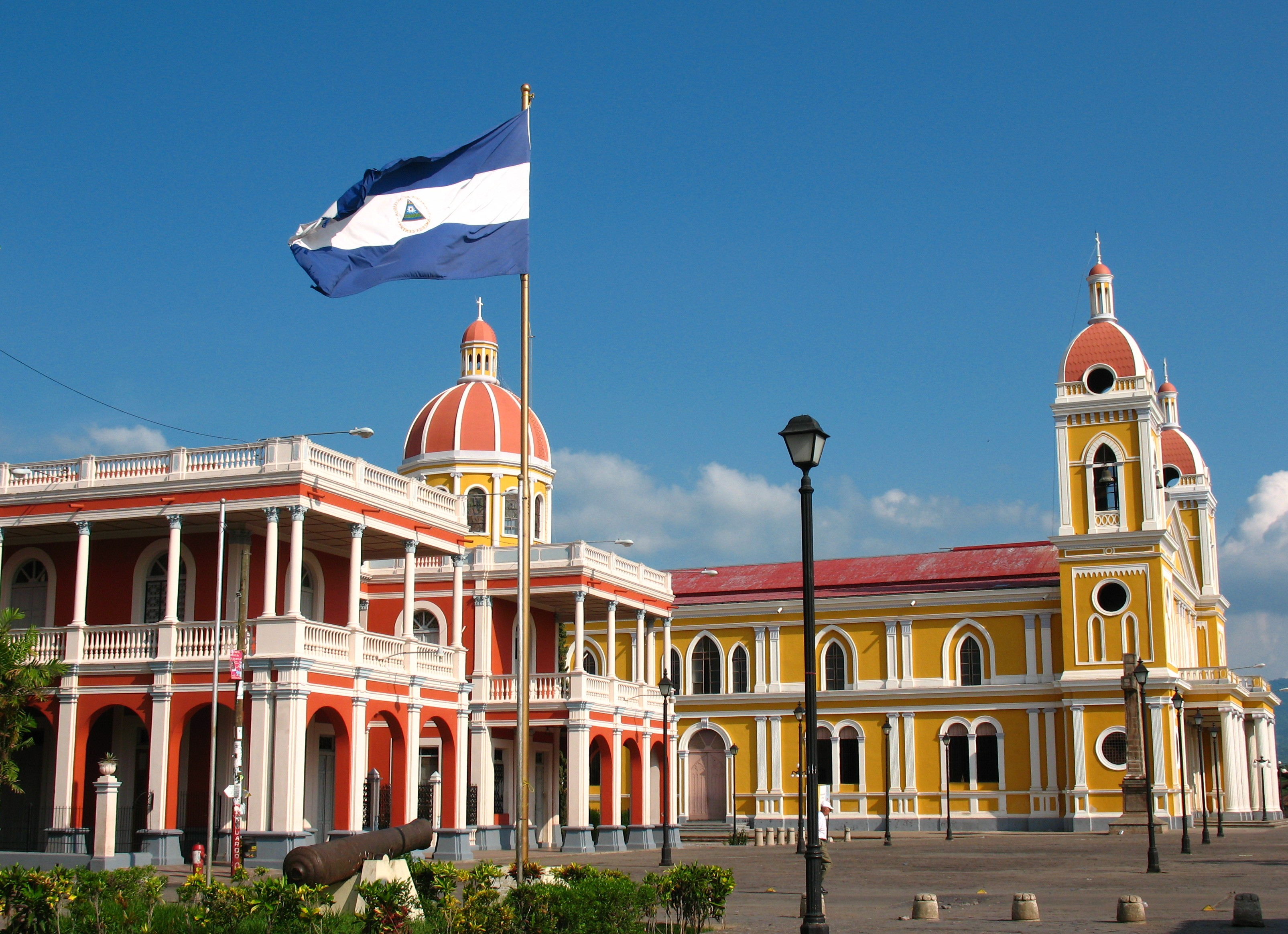
Place de l'Indépendance, palais épiscopal et cathédrale de Granada.

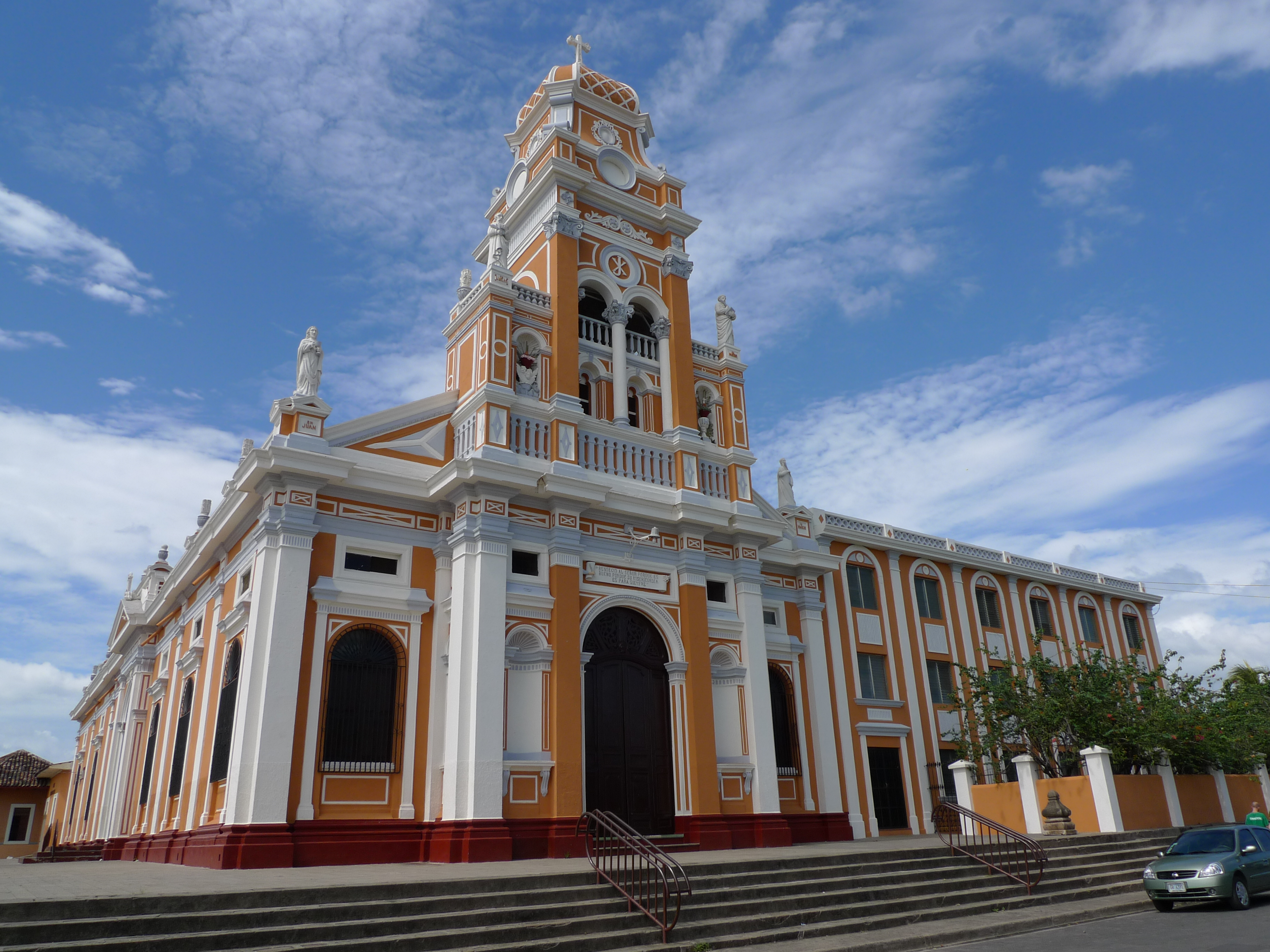
Église de Xalteva.

Construit vers 1913 dans le style néoclassique, la résidence de l'évêque de Granada est située en face du parc central.
Le site était occupé à la fin du XIXe siècle par une construction militaire, bâtiment avec des fortins surmontés de figures géométriques. Cette caserne a été détruite par une explosion le 27 septembre 1894.
Une vaste friche est restée longtemps à l'endroit où se trouvait ce bâtiment, jusqu'à ce que, en 1913, la famille du musicien Salvador Cardinal Argüello construise le bâtiment actuel. C'est là que, en 1924, est né le journaliste et futur directeur du journal La Prensa, Pedro Joaquín Chamorro Cardenal - dont l'assassinat en 1978 fut l'un des évènements déclencheur de la révolution sandiniste. Isabel, la veuve de Salvador Cardinal Argüello, en fit don à sa mort, en 1920, à l'évêque de la ville pour sa résidence.

### Autres lieux touristiques
- Rue de l'Atravesada
- Rue La Calzada
- Rue Real Xalteva
- La forteresse de San Pablo à Granada
- Église de Xalteva
- Place des Lions
- Église de Guadalupe
- L'église de la Merced
- Forteresse Saint-Paul
- Fort La Polvora
- Hôtel de ville
- Collège de San Antonio
- Collège diocésain
- Ancien club social
- Ancienne gare ferroviaire

### Festival international de poésie
Depuis 2005, Granada accueille un Festival international de poésie :
- 2005 : Hommage à Joaquín Pasos et 80e anniversaire d'Ernesto Cardenal.
- 2006 : Hommage à José Coronel Urtecho et 80 ans de Claribel Alegría.
- 2007 : Hommage à Pablo Antonio Cuadra, centenaire de Manolo Cuadra, et 80 ans de Fernando Silva.
- 2008 : Hommage à Salomón de la Selva.
- 2009 : Hommage à Alfonso Cortés.
- 2010 : Hommage à Azarías H. Pallais.
- 2011 : Hommage à Claribel Alegría.
- 2012 : Hommage à Carlos Martínez Rivas.
- 2013 : Hommage à Ernesto Cardenal.
- 2014 : Hommage à Rubén Darío.
- 2015 : Hommage à Enrique Fernández Morales et à la poétesse costaricienne Eunice Odio.

### Gastronomie
Les restaurants de Granada ont reçu une reconnaissance internationale par des journaux comme le New York Times. La ville compte de nombreux restaurants, dont le Pita Pita, le Garden Café et La Hacienda. Ces dernières années, l'évolution de la scène culinaire de la ville a mélangé des saveurs locales et internationales, tout en soutenant la durabilité des producteurs locaux.
L'économie de Granada continue à se développer en grande partie parce qu'elle devient rapidement une attraction touristique en raison de son architecture coloniale, ainsi que de sa beauté écologique et maintenant comme destination gastronomique.

## Économie
En raison de sa position sur les rives du lac Nicaragua, et de son port lacustre, Granada a été pendant quatre siècles le principal centre commercial du pays. Cette opulence économique a conduit à plusieurs attaques de pirates aux XVIIe et XVIIIe siècles. Granada a longtemps été un centre commercial, notamment du bois, du cacao et de l'artisanat de l'or et de l'argent.
Les activités industrielles sont basées sur le raffinage du sucre de canne et les distilleries d'alcool. La pêche est pratiquée dans le lac Nicaragua.

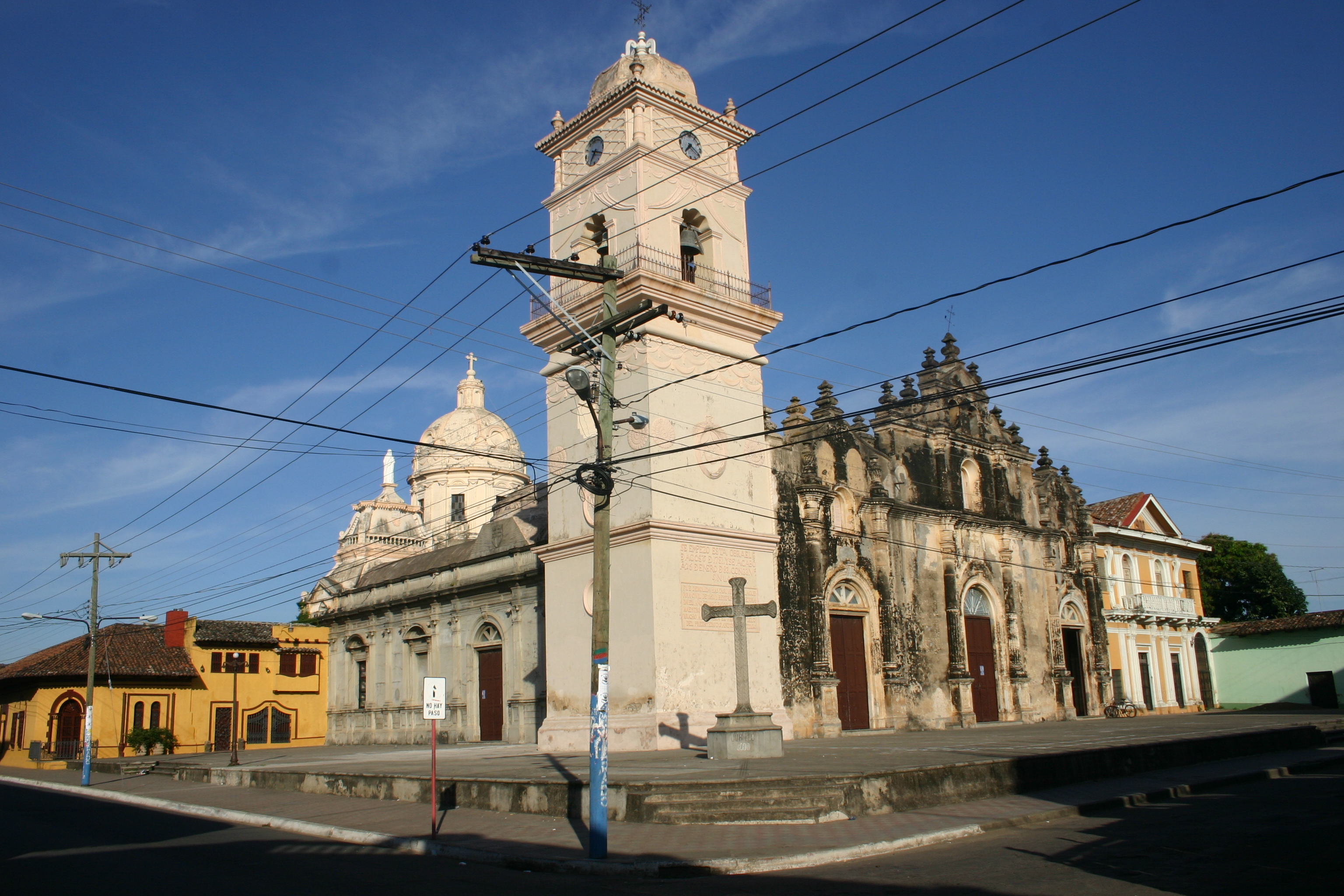
L'église de La Merced... et le réseau électrique de Granada.

Bien qu'elle soit désormais fortement dépendante du tourisme, la municipalité de Granada possède également des terres agricoles fertiles. On y trouve une importante production de café et de cacao biologiques, de bétail, de bananes et de bananes plantains.
D'autre part, les attractions du centre historique de Granada et les attraits naturels du lac et de ses environs stimulent l'industrie touristique de la région. Elle aspire aujourd'hui à être le futur du tourisme au Nicaragua grâce à l'attention grandissante des touristes provenant notamment des États-Unis, de France, d'Italie, d'Allemagne et d'Espagne.
La plupart des rues de Granada sont étroites, car la ville a évolué des siècles avant l'arrivée des véhicules motorisés. Par conséquent, aujourd'hui, de nombreuses rues ne permettent qu'une circulation à sens unique, ce qui représente un défi pour les visiteurs qui se déplacent en voiture.
Après de nombreuses années de négligence, principalement due à l'effondrement économique de la nation dans les années 1980, la plupart des bâtiments et des infrastructures de Granada ont commencé à se détériorer. Les routes, les installations électriques et les services publics se sont dégradés.
Dans les décennies qui ont suivi, le gouvernement de la ville a consacré des fonds à la reconnaissance et à la restauration de nombreuses structures historiques de Granada. Le gouvernement espagnol a fourni une coopération financière pour la rénovation de la ville. L'un de ces projets consiste à transformer la Calle La Calzada en une rue piétonne.
Un boom immobilier était en cours depuis plusieurs années, de nombreux Européens et Américains achetant et rénovant des maisons pour leur retraite ou des résidences secondaires dans la région et plusieurs agents immobiliers étrangers établissant des bureaux dans la ville, mais ce boom s'est ralenti en 2007. L'escalade antérieure des prix de l'immobilier à Granada et dans d'autres régions du sud-ouest du Nicaragua a entraîné un déplacement de l'attention des investisseurs vers le nord du Nicaragua et les villes de Matagalpa, et surtout León ou Corinto et leurs plages sur le Pacifique.

## Personnalités liées à Granada
- Joaquín Pasos (es), poète dramaturge et essayiste.
- José Coronel Urtecho (es), poète, traducteur, essayiste, critique, conférencier, dramaturge, diplomate, historien et fondateur du mouvement littéraire Vanguardia.
- Ernesto Cardenal, prêtre catholique, théologien, poète et homme politique nicaraguayen a grandi et a été éduqué à Granada.
- Carlos Martínez Rivas (es), poète.
- Rubén Darío a également vécu au centre-ville[17].
- Fernando Cardenal, ministre sandiniste de l'instruction.
- Pedro Joaquín Chamorro Cardenal, journaliste.
- Dennis Martínez, premier joueur de baseball nicaraguayen à atteindre les Ligues majeures.

## Jumelages
Granada est jumelée avec :
1. Badajoz (Espagne)
2. Coro (Venezuela)
3. Barcelone (Espagne)
4. Francfort-sur-le-Main (Allemagne)
5. Dos Hermanas (Espagne)
6. Cartago (Costa Rica) (Costa Rica)
7. Antigua Guatemala (Guatemala)
8. Comayagua (Honduras)
9. Santa Tecla (Salvador) (Salvador)

## Galerie de photos

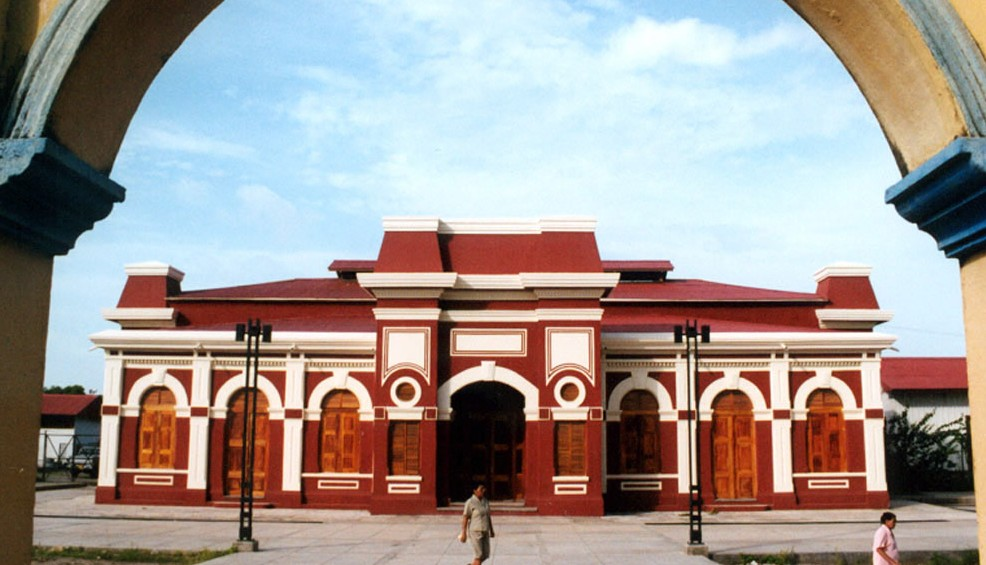
L'ancienne gare.
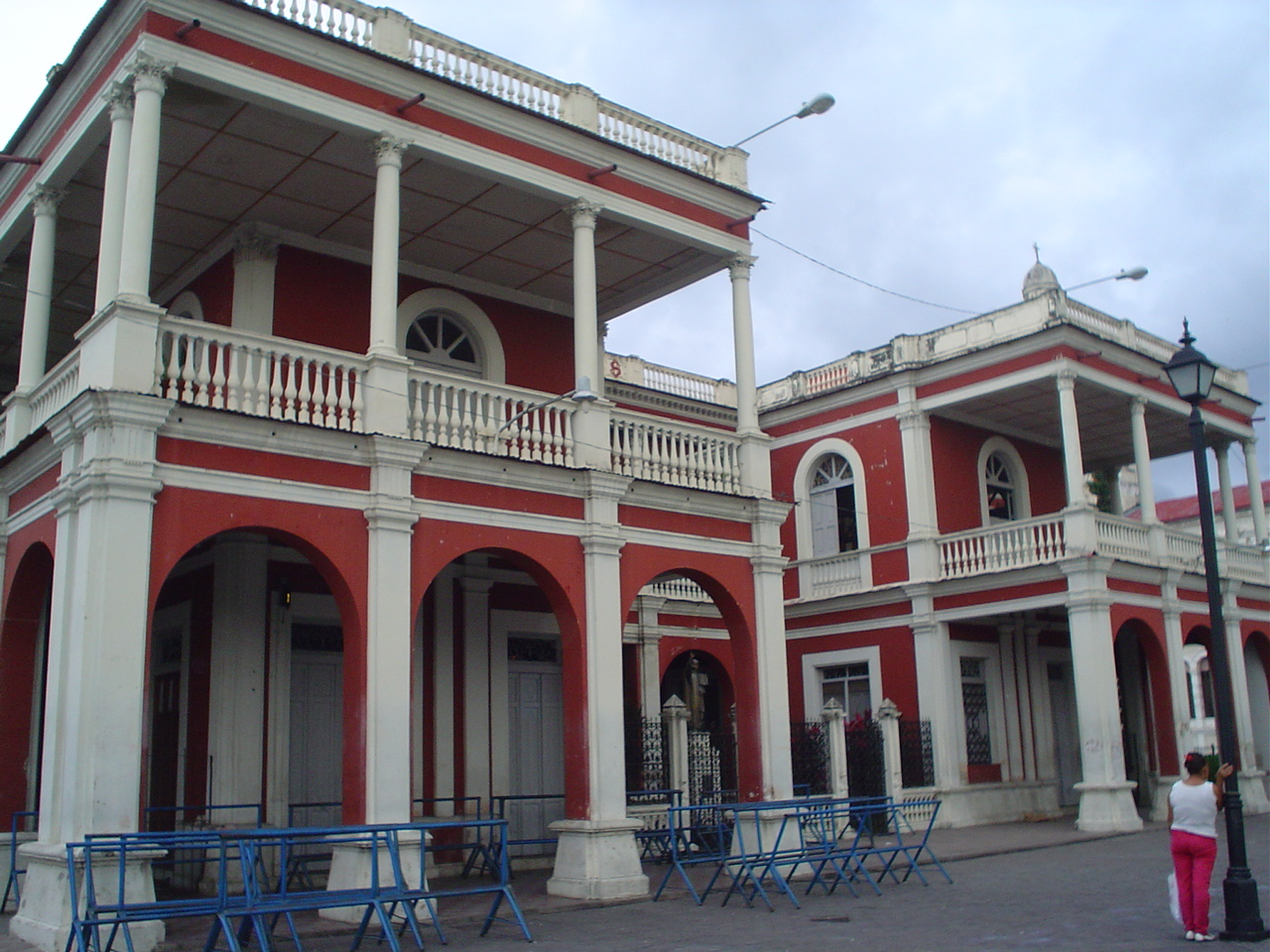
Maison coloniale.
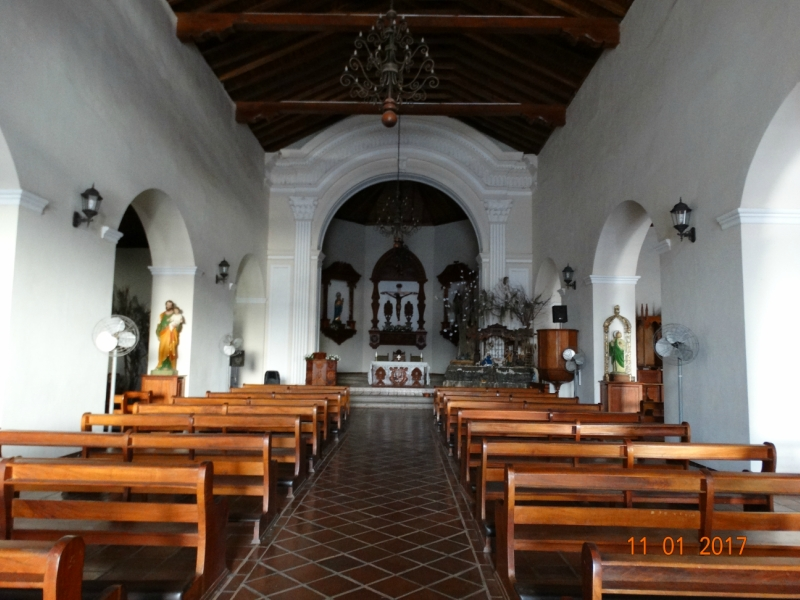
Église San Francisco.
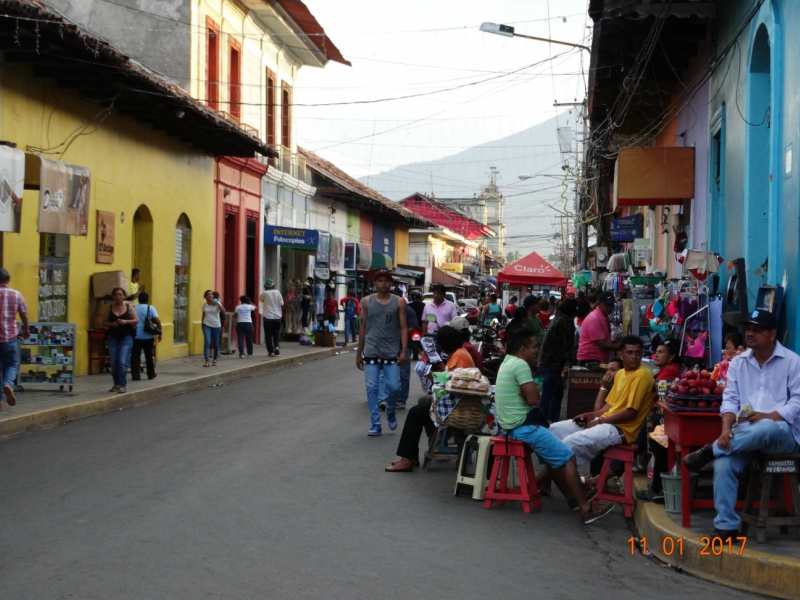
Rue Atravesada.
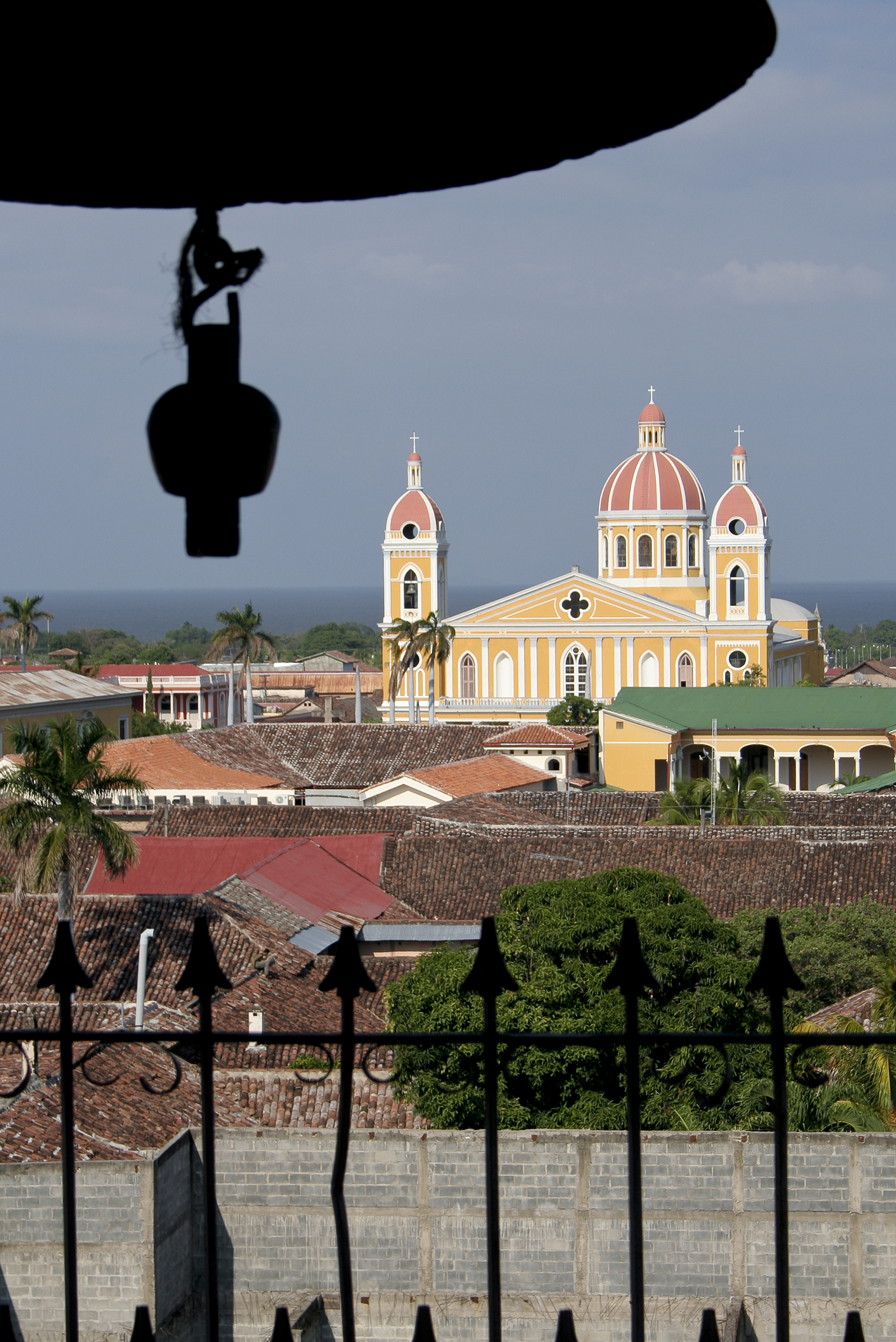
Toits de Granada.
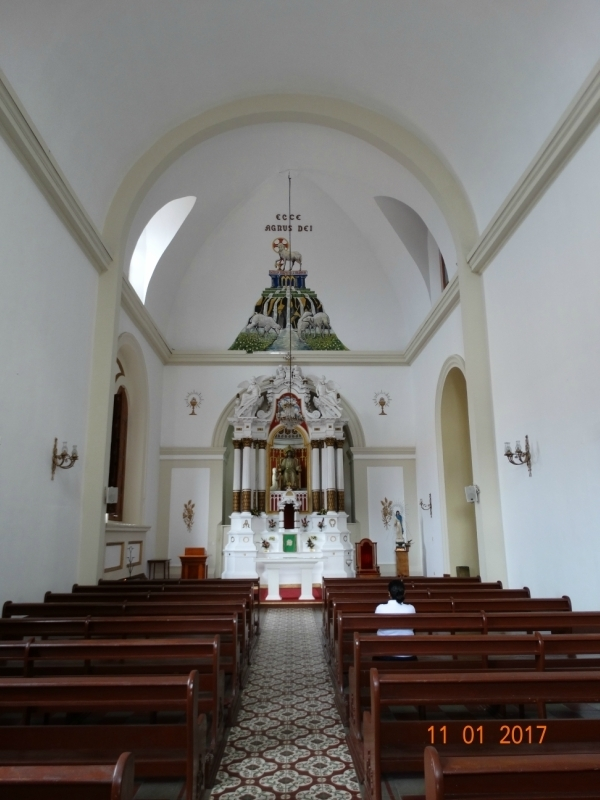
Cathédrale de Granada.
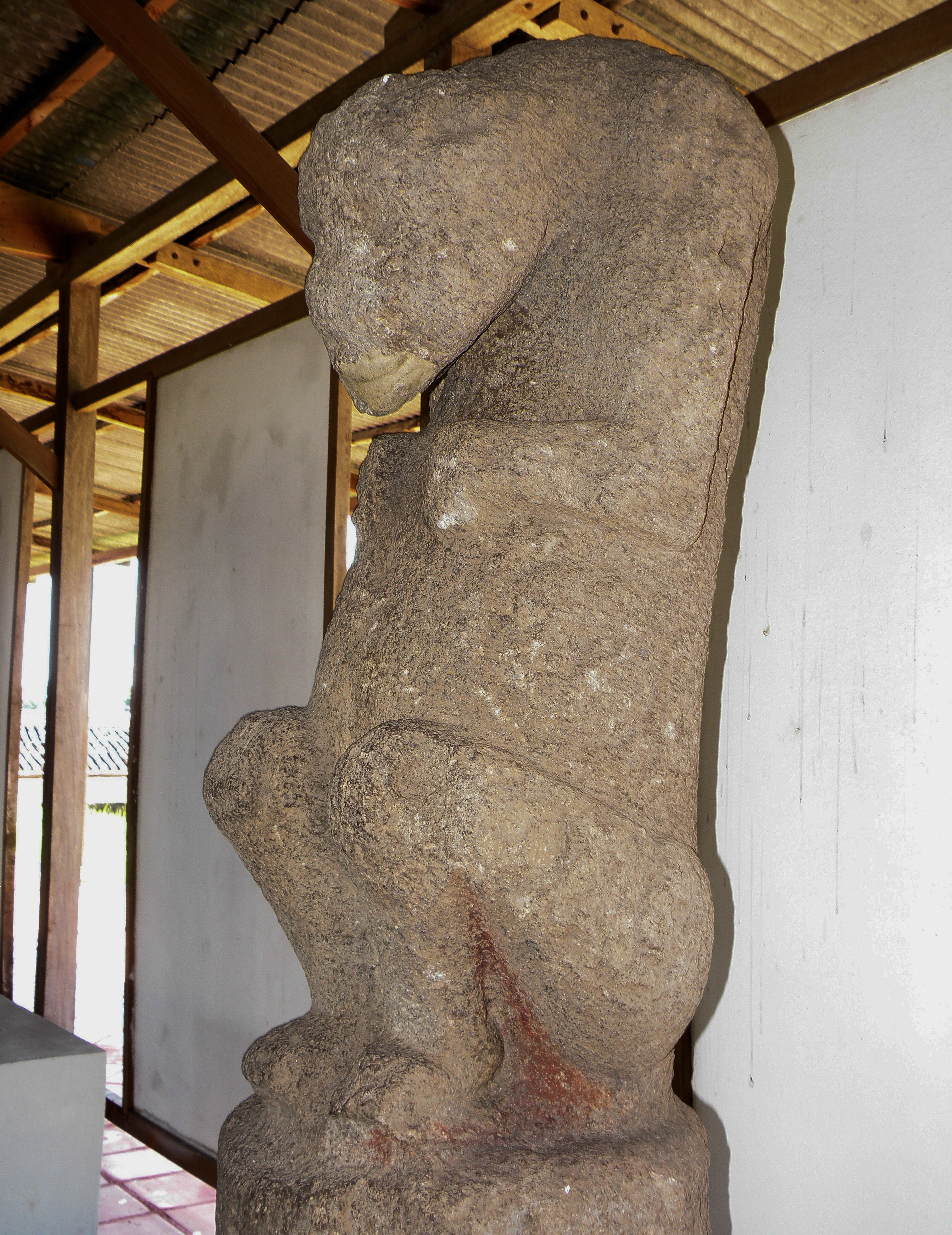
Statue zoomorphe au musée du couvent San Francisco.
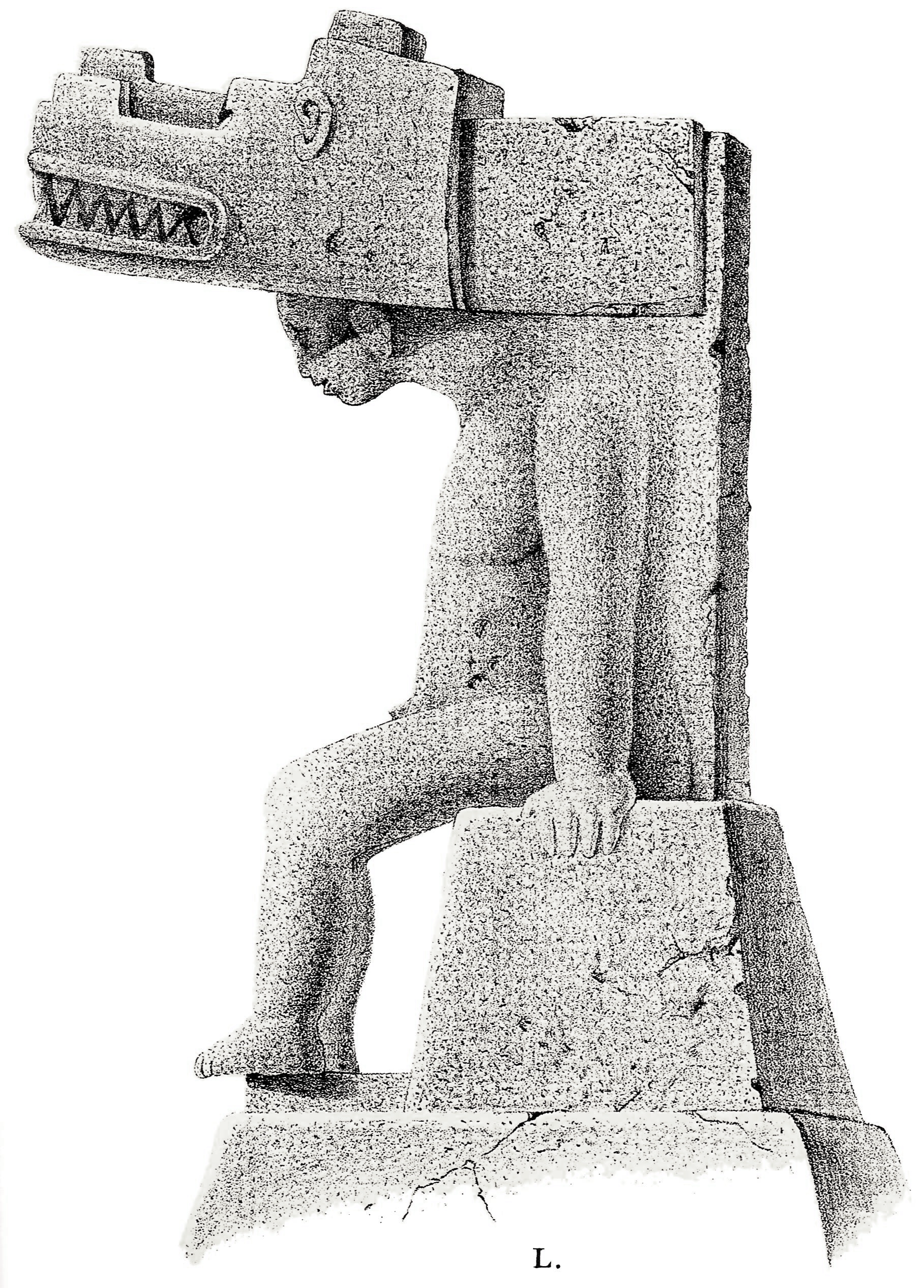
Statue trouvée à Zapatera - Dessin de l'archéologue Carl Bovallius.